# Bethany (Missouri)
Bethany is een plaats (city) in de Amerikaanse staat Missouri, en valt bestuurlijk gezien onder Harrison County.

## Demografie
Bij de volkstelling in 2000 werd het aantal inwoners vastgesteld op 3087.
In 2006 is het aantal inwoners door het United States Census Bureau geschat op 3082, een daling van 5 (-0,2%).

## Geografie
Volgens het United States Census Bureau beslaat de plaats een oppervlakte van
11,5 km², geheel bestaande uit land. Bethany ligt op ongeveer 272 m boven zeeniveau.

## Plaatsen in de nabije omgeving
De onderstaande figuur toont nabijgelegen plaatsen in een straal van 24 km rond Bethany.